# Karottenkegel
Die Mohrrüben-Kegelschnecke oder der Karottenkegel (Conus daucus) ist eine Schnecke aus der Familie der Kegelschnecken (Gattung Conus), die im westlichen Atlantischen Ozean und Karibischen Meer verbreitet ist und sich von Vielborstern ernährt.

## Merkmale
Conus daucus trägt ein breit kegelförmiges, mäßig schweres Schneckenhaus mit konvexen, dann geraden und sich verjüngenden Seiten, das bei ausgewachsenen Schnecken von 2 bis zu 6,6 cm Länge erreicht. Der Körperumgang ist basal mit 12 Rippen und Fäden besetzt, Die Schulter ist breit, gewinkelt bis gekielt und oben leicht konkav. Das zugespitzte Gewinde ist niedrig bis flach, die Seiten tief konkav. Die Spindel ist kurz. Die Oberfläche des Gehäuses ist ähnlich einer Mohrrübe hellorange bis rötlich, gelegentlich gelb schattiert, oft mit vielen, in Abständen verlaufenden Reihen kleiner brauner, quadratischer Punkte. An der Schulter sind manchmal undeutliche weiße Flecken. Die Basis ist ebenso wie der Apex blasser mit Tendenz zu rosa. Mittig verläuft oft ein blasses, manchmal unterbrochenes Band. Das Gewinde ist manchmal blass kastanienfarben gefleckt. Die Gehäusemündung ist violett bis rosa oder orange, der äußere Rand manchmal rötlich-braun.
Die mit einer Giftdrüse verbundenen Radulazähne sind etwa 2 bis 3 % so lang wie das Schneckenhaus. Sie haben einen einzelnen, vorragenden Widerhaken, der etwa 7 bis 9 % der gesamten Zahnlänge ausmacht, und eine lange, kräftige Zähnung.
Der Körper hat meist dieselbe Farbe wie das Gehäuse, also in der Regel hellorange bis orangerot. Die Oberseite des Fußes, das Rostrum und der Sipho sind orange bis stumpfrot.

## Verbreitung und Lebensraum
Conus daucus tritt im westlichen Atlantischen Ozean, Karibischen Meer, dem Golf von Mexiko, am nördlichen Mittelatlantischen Rücken, im Roten Meer und im Indischen Ozean bis zu den Maskarenen von der Gezeitenzone bis in Meerestiefen bis 120 m, vorzugsweise von 1 bis 20 m auf.

## Ernährung und Fressfeinde
Die Beute von Conus daucus besteht aus Vielborstern (Polychaeta).
Conus daucus wird von Fangschreckenkrebsen und Kraken gefressen.